# Louis Lebrun (homme politique)
Pour les articles homonymes, voir Lebrun et Louis Lebrun (homonymie).
Louis Paul Henri Lebrun, né le 28 juillet 1840 à Saint-Loup-sur-Semouse et décédé le 24 juin 1894 dans la même commune, est un industriel et homme politique français.

## Biographie
Industriel, il est président de nombreuses associations locales. Conseiller municipal de Saint-Loup-sur-Semouse en 1865, il est maire en 1876. Conseiller d'arrondissement, il est élu conseiller général en 1889. 
Candidat à la députation en 1889 dans la 2e circonscription de Lure, il est battu par le conservateur Paul Bezanson. Il se représente en 1893 et est élu dès le premier tour. Il reste député jusqu'à son décès des suites d'une longue maladie le 24 juin 1894. 
À la Chambre des députés, il appartient à la commission « chargée de l'examen du projet de loi tendant à rendre obligatoires la vérification et le poinçonnage par l'État des densimètres employés par les distilleries pour contrôler la richesse de la betterave ».

## Décorations
- Officier d'Académie.